# Högströmska gården

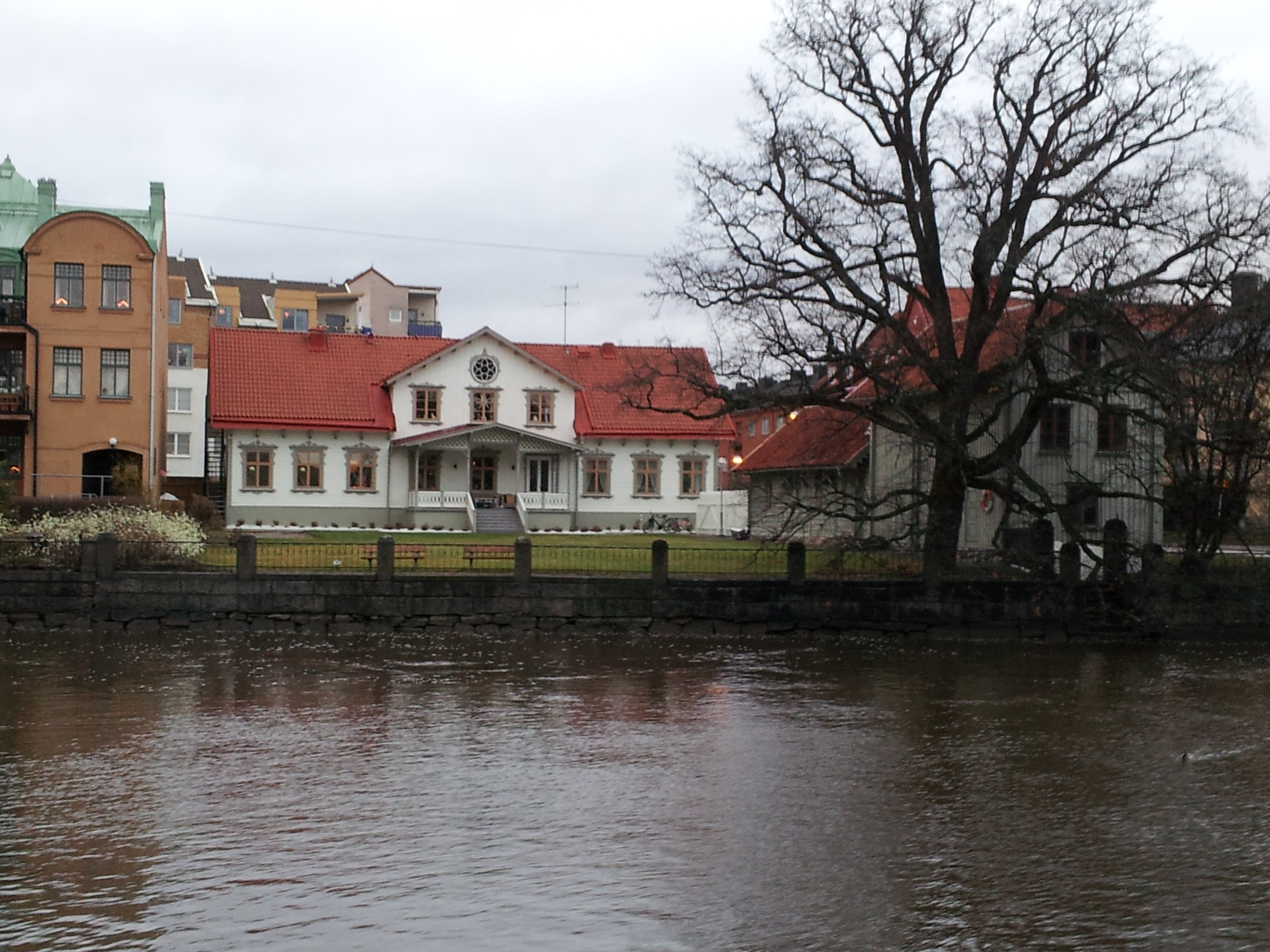
Högströmska gårdens huvudbyggnad i mitten, förrådsbyggnad t.h. utmed Alnängsgatan. Svartån i förgrunden.

Högströmska gården i Örebro, har adress Olaigatan 30. Den byggdes 1840, och ägdes på 1860- och 1870-talen av landskamreraren J.O. Högström. Gården består av en huvudbyggnad och en förrådsbyggnad. Den senare ligger utmed Alnängsgatan. Huset ägdes av Örebro kommun i många år. Det hyrdes under många år av Örebro universitet och utnyttjades bl.a. av dess studentkår. Då ett stort renoveringsbehov förelåg, och dessutom av brandsäkerhetsskäl inte fler än trettio personer får vistas i byggnaden, såldes den till en privatperson under 2012.